# Капланов, Ирбаин-Хан
Князь Капланов Ирбаин-Хан Завитович (28 декабря 1887, Аксай, Терская область, Российская империя — 13 октября 1947, Манхэттен, Нью-Йорк, США) — кумыкский князь, военный деятель Российской империи, полковник Российской императорской армии, участник Первой мировой войны и Гражданской войны в России, адъютант главнокомандующего Вооруженными силами Юга России А.И. Деникина.

## Биография

### Происхождение
Потомственный дворянин. Происходил из владетельного княжеского рода Каплановых — младшей (северной) ветви монархической династии Тарковских. Род Каплановых выделился в самостоятельную ветвь династии во второй половине XVII века, о чём свидетельствует «Родословная роспись Шевкалова, владельцев Кумыцких и Тарковских», составленная в Санкт-Петербурге в 1758 году.
Родился в семье князя Завита Каплан-Аджиевича Капланова (1838—1914) — крупного землевладельца Терской области Российской империи, служившего под началом великого князя Михаила Николаевича (четвёртый сын императора Николая I, председатель Государственного совета Российской империи).

### Учёба и начало военной службы
В 1908 году окончил полный курс Владикавказского реального училища (по 1-му разряду, с отличием).
В 1908 году поступил на военную службу в Российскую императорскую армию.
В 1910 году окончил Николаевское кавалерийское училище в Санкт-Петербурге (по 1-му разряду, с отличием).
В 1910 году зачислен в Эскадрон Его Величества (шефом эскадрона был император Николай II) в составе 17-го драгунского Нижегородского Его Величества полка — одного из двух старейших и прославленных полков в военной истории Российской империи (в списках полка числились наследник престола цесаревич великий князь Алексей Николаевич и великий князь Михаил Николаевич).

### Первая мировая война
В период Первой мировой войны воевал на германском, австрийском и турецком фронте.
После объявления 17 июля 1914 года мобилизации выступил 23 июля 1914 года с полком из Тифлиса в военный поход. Выехал со станции Навтлуги Грузинской железной дороги на европейский театр военных действий, и через Баку — Ростов-на-Дону — Лозовую — Харьков — Курск — Брест-Литовск прибыл 3 августа 1914 года в Варшаву, откуда двигался с полком к фронту походным порядком. С 5 августа 1914 года участвовал в боях на Северо-Западном фронте в Польше. 10 декабря 1914 года контужен. 18 июня 1916 года ранен в сражении под Керманшахом.

### Гражданская война и эмиграция
В период Гражданской войны в России в чине полковника воевал в рядах Белого движения. Служил адъютантом главнокомандующего Вооруженными силами Юга России А. И. Деникина.

В 1920 году отбыл в Англию, где окончил Королевскую военную академию в Вулидже.

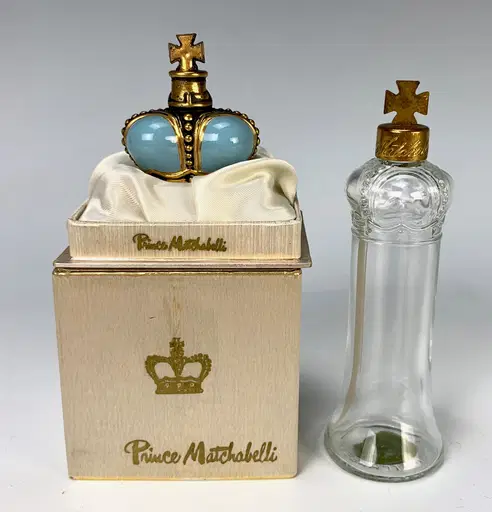
Продукция парфюменого дома «Prince Matchabelli»

В 1923 году, после поражения Белой армии в Гражданской войне, эмигрировал в США.

По приглашению князя Георгия Васильевича Мачабели поступил на работу в парфюмерный дом Prince Matchabelli, ключевыми сотрудниками которого были представители русской аристократии из числа эмигрантов первой волны: светлейший князь Николай Александрович Лопухин-Демидов, светлейший князь Давид Константинович Дадиани, барон Павел Петрович Врангель (барон фон Люденхофф, барон Карл Николаевич Врангель (двоюродный брат главнокомандующего Русской армией Петра Николаевича Врангеля), князь Александр Георгиевич Тарсаидзе, Николай Иванович Хольмсен (сын деятеля Русского общевоинского союза, генерал-лейтенанта Ивана Алексеевича Хольмсена), князь Арчил Андроников, граф Вальдемар Армфельт и другие. Часть своего дохода они отдавали на нужды русской эмиграции. Современники вспоминали их как «самых вежливых сотрудников в Соединённых Штатах».

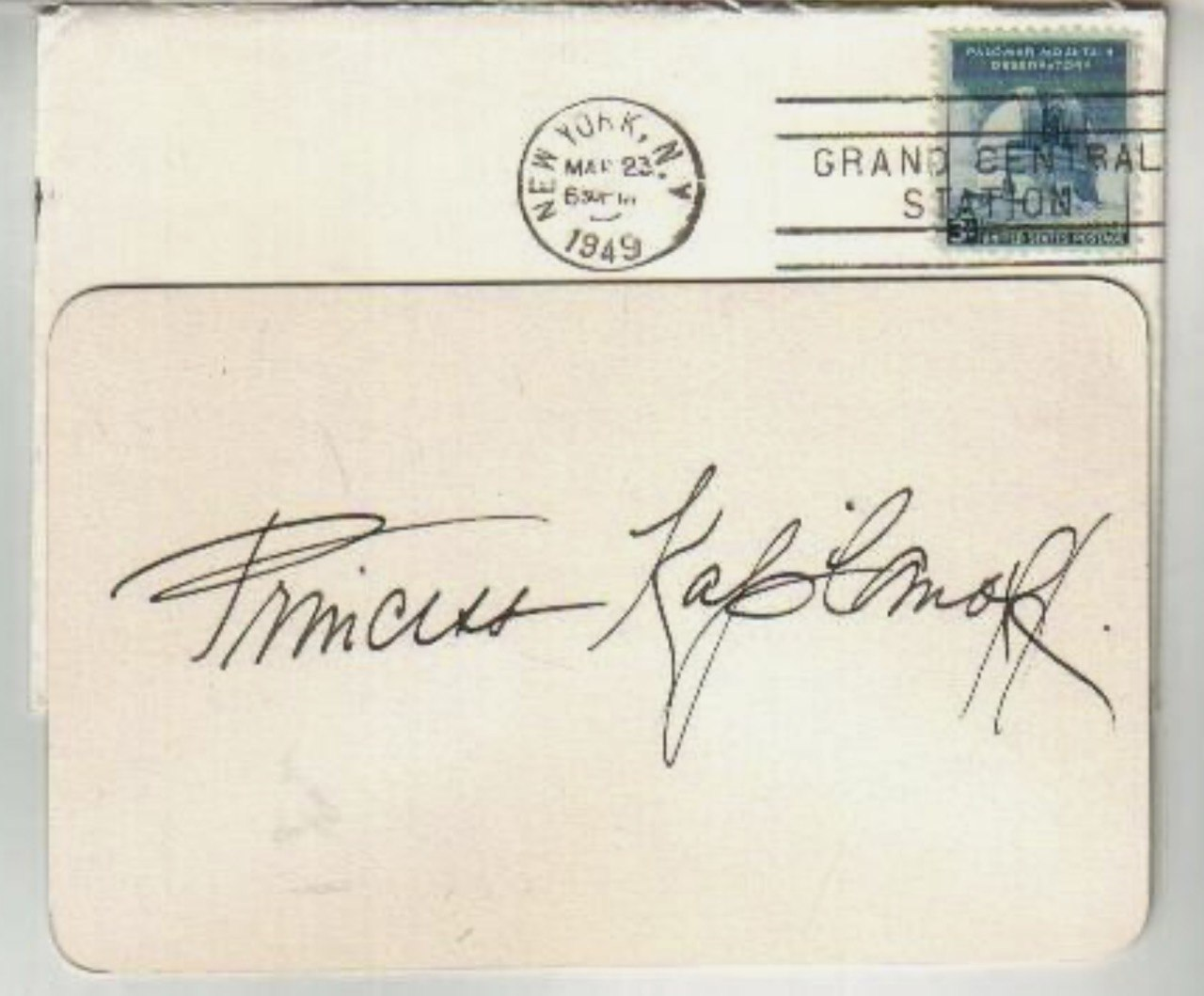
Princess Kaplanoff. Открытка с автографом вдовы князя Ирбаин-Хана Капланова, Нью-Йорк, 1949

В 1933 году в Гринвиче состоялась женитьба князя Капланова на Вернон Маргарет Роджерс Магоффин — внучке губернатора штата Кентукки Берии Магоффина (известен проведением политики нейтралитета Кентукки в ходе Гражданской войны в США), являвшейся также прапраправнучкой (по материнской линии) губернаторов Массачусетса и Мэриленда периода английского колониального владения.
Князь с женой вели активную светскую жизнь, устраивали званые обеды и благотворительные мероприятия и аукционы для нужд русской эмиграции. Репортажи о них регулярно появлялись в колонках The New York Times и других газетах. 
Проживал в своей квартире в Нью-Йорке по адресу Manhattan, 860 Park Avenue, а также в загородном доме на Лонг-Айленде по адресу Vernon Hall, Southampton, L.I.
Ушел из жизни 13 октября 1947 года в больнице Св. Луки в возрасте 60 лет.

## Награды
1. Орден Святого Владимира 4-й степени с мечами и бантом (утверждено ВП 19.01.1915);
2. Орден Святой Анны 4-й степени с надписью «За храбрость» (утверждено ВП 15.04.1915);
3. Орден Святого Станислава 3-й степени с мечами и бантом (утверждено ВП 23.06.1915);
4. Орден Святой Анны 3-й степени с мечами и бантом (утверждено ВП 07.03.1915);
5. Орден Святого Станислава 2-й степени с мечами и бантом (утверждено ВП 25.12.1916).